# Рудня-Удалёвская (Лоевский район)
Рудня-Удалёвская (бел. Рудня-Удалёўская) — деревня в Малиновском сельсовете Лоевского района Гомельской области Беларуси.

## География

### Расположение
В 30 км на северо-запад от Лоева, 66 км от железнодорожной станции Речица, 98 км от Гомеля.

## История
В 1897 году в Ручаёвской волости Речицкого уезда Минской губернии. С 26 апреля 1919 года в составе Гомельской губернии РСФСР, с 8 декабря 1923 года в Гомельском округе БССР, с 8 декабря 1926 года в Удалёвском сельсовете Холмечского района Речицкого с 9 июня 1927 года Гомельского округов, с 4 августа 1927 года в Лоевском районе того же округа (до 26 июля 1930 года), с 30 декабря 1927 года в Хатковском сельсовете того же района, с 20 февраля 1938 года в Гомельской области. В 1926 году деревня и лесная сторожка Рудня-Удалая. В 1935 году в деревне работала школа. С 25 декабря 1962 года по 30 июля 1966 года в составе Речицкого района, с 29 января 1964 года в Новоборщёвском сельсовете.

## Население

### Динамика
- 1897 год — 36 дворов 234 жителя (согласно переписи).
- 1909 год — 41 двор, 240 жителей.
- 1917 год — 52 хозяйства, 272 жителя.
- 1926 год — 53 двора, 284 жителя; лесная сторожка Рудня-Удалая 2 хозяйства, 15 жителей.
- 1959 год — 72 жителя (согласно переписи).
- 1970 год — 39 жителей.